# 2001 100 legnagyobb slágere
Ez a lista a Billboard magazin  első Hot 100  zenéjét tartalmazza 2001-ből.
| Helyezés | Szám                               | Előadó                                     |
| -------- | ---------------------------------- | ------------------------------------------ |
| 1        | Hanging By A Moment                | Lifehouse                                  |
| 2        | Fallin’                            | Alicia Keys (holtverseny)                  |
| 3        | All for You                        | Janet                                      |
| 4        | Drops of Jupiter (Tell Me)         | Train                                      |
| 5        | I'm Real                           | Jennifer Lopez featuring Ja Rule (tie)     |
| 6        | If You're Gone                     | Matchbox Twenty                            |
| 7        | Let Me Blow Ya Mind                | Eve featuring Gwen Stefani                 |
| 8        | Thank You                          | Dido                                       |
| 9        | Again                              | Lenny Kravitz                              |
| 10       | Independent Women Part I           | Destiny’s Child                            |
| 11       | Hit ’Em Up Style (Oops!)           | Blu Cantrell                               |
| 12       | It Wasn't Me                       | Shaggy featuring Rikrok                    |
| 13       | I’m a Slave 4 U                    | Britney Spears                             |
| 14       | It’s Been Awhile                   | Staind                                     |
| 15       | U Remind Me                        | Usher                                      |
| 16       | Where the Party At                 | Jagged Edge featuring Nelly                |
| 17       | Angel                              | Shaggy                                     |
| 18       | Ride Wit Me                        | Nelly featuring City Spud                  |
| 19       | Follow Me                          | Uncle Kracker                              |
| 20       | Peaches and Cream                  | 112                                        |
| 21       | Drive                              | Incubus                                    |
| 22       | What Would You Do?                 | City High                                  |
| 23       | Survivor                           | Destiny’s Child                            |
| 24       | Lady Marmalade                     | Christina Aguilera, Lil' Kim, Mýa, és Pink |
| 25       | Ms. Jackson                        | Outkast                                    |
| 26       | Love Don’t Cost a Thing            | Jennifer Lopez                             |
| 27       | Stutter                            | Joe featuring Mystikal                     |
| 28       | He Loves U Not                     | Dream                                      |
| 29       | Butterfly                          | Crazy Town                                 |
| 30       | Put It On Me                       | Ja Rule featuring Lil’ Mo és Vita          |
| 31       | Family Affair                      | Mary J. Blige (tie)                        |
| 32       | I Hope You Dance                   | Lee Ann Womack és Sons of the Desert       |
| 33       | South Side                         | Moby featuring Gwen Stefani                |
| 34       | Don’t Tell Me                      | Madonna                                    |
| 35       | Get Ur Freak On                    | Missy Elliott                              |
| 36       | Crazy                              | K-Ci and JoJo                              |
| 37       | Fill Me In                         | Craig David                                |
| 38       | Someone to Call My Lover           | Janet                                      |
| 39       | With Arms Wide Open                | Creed                                      |
| 40       | Case of the Ex                     | Mýa                                        |
| 41       | All or Nothing                     | O-Town                                     |
| 42       | Bootylicious                       | Destiny’s Child                            |
| 43       | I’m Like a Bird                    | Nelly Furtado                              |
| 44       | Kryptonite                         | 3 Doors Down                               |
| 45       | Fiesta                             | R. Kelly és Jay-Z                          |
| 46       | When It's Over                     | Sugar Ray                                  |
| 47       | Jaded                              | Aerosmith                                  |
| 48       | Promise                            | Jagged Edge                                |
| 49       | Missing You                        | Case                                       |
| 50       | Differences                        | Ginuwine                                   |
| 51       | This I Promise You                 | ’N Sync                                    |
| 52       | Izzo                               | Jay-Z                                      |
| 53       | Superwoman Pt. II                  | Lil’ Mo featuring Fabolous                 |
| 54       | Crazy for This Girl                | Evan and Jaron                             |
| 55       | Nobody Wants to Be Lonely          | Ricky Martin és Christina Aguilera         |
| 56       | I Just Wanna Love U (Give It 2 Me) | Jay-Z                                      |
| 57       | One Minute Man                     | Missy Elliott                              |
| 58       | Danger (Been So Long)              | Mystikal                                   |
| 59       | Only Time                          | Enya                                       |
| 60       | I Do!!                             | Toya                                       |
| 61       | Never Had a Dream Come True        | S Club 7                                   |
| 62       | Stranger In My House               | Tamia                                      |
| 63       | Irresistible                       | Jessica Simpson                            |
| 64       | Heard It All Before                | Sunshine Anderson                          |
| 65       | The Space Between                  | Dave Matthews Band                         |
| 66       | There You’ll Be                    | Faith Hill                                 |
| 67       | Love                               | Musiq Soulchild                            |
| 68       | It’s Over Now                      | 112                                        |
| 69       | No More (Baby I’ma Do Right)       | 3LW                                        |
| 70       | Turn Off the Light                 | Nelly Furtado                              |
| 71       | Ain't Nothing ’Bout You            | Brooks & Dunn                              |
| 72       | Play                               | Jennifer Lopez                             |
| 73       | I’m Already There                  | Lonestar                                   |
| 74       | My Baby                            | Lil' Romeo                                 |
| 75       | Beautiful Day                      | U2                                         |
| 76       | Austin                             | Blake Shelton                              |
| 77       | Southern Hospitality               | Ludacris                                   |
| 78       | Grown Men Don’t Cry                | Tim McGraw                                 |
| 79       | Livin’ It Up                       | Ja Rule                                    |
| 80       | Loverboy                           | Mariah Carey featuring Cameo               |
| 81       | Contagious                         | Isley Brothers                             |
| 82       | Who I Am                           | Jessica Andrews                            |
| 83       | Music                              | Erick Sermon featuring Marvin Gaye         |
| 84       | I Wanna Be Bad                     | Willa Ford                                 |
| 85       | Don’t Happen Twice                 | Kenny Chesney                              |
| 86       | One More Day                       | Diamond Rio                                |
| 87       | I Wish                             | R. Kelly                                   |
| 88       | It’s a Great Day to Be Alive       | Travis Tritt                               |
| 89       | I’m A Thug                         | Trick Daddy                                |
| 90       | Here’s to the Night                | Eve 6                                      |
| 91       | You Shouldn’t Kiss Me Like This    | Toby Keith                                 |
| 92       | Get Over Yourself                  | Eden’s Crush                               |
| 93       | Dance with Me                      | Debelah Morgan                             |
| 94       | So Fresh So Clean                  | Outkast                                    |
| 95       | E.I.                               | Nelly                                      |
| 96       | Be Like That                       | 3 Doors Down                               |
| 97       | Most Girls                         | Pink                                       |
| 98       | Oochie Wally                       | QB's Finest featuring Nas és Bravehearts   |
| 99       | Hero                               | Enrique Iglesias                           |
| 100      | Hemorrhage (In My Hands)           | Fuel                                       |